# اگلاگبی
اگلاگبی (به لاتین: Aglogbé) یک منطقهٔ مسکونی در بنین است که در استان اومه واقع شده‌است.

## خصوصیات
اگلاگبی ۶٬۷۵۹ نفر جمعیت دارد.